# Шератон, Томас
Томас Шератон (англ. Thomas Sheraton; 1751, Стоктон-он-Тис, графство Дарем — 22 октября 1806, Лондон) — английский мастер-мебельщик и проектировщик эпохи неоклассицизма рубежа XVIII и XIX веков. Считается одним из самых влиятельных проектировщиков мебели того времени наряду с Томасом Чиппендейлом и Джорджом Хэпплуайтом.
Его именем назван стиль мебели (Sheraton style), следующий принципам английского классицизма, или позднегеоргианского стиля (времени правления английского короля Георга III, 1760—1820).

## Биография
Биографических сведений о Шератоне сохранилось мало. Он родился в городе Стоктон-он-Тис, графство Дарем, однако точная дата рождения не установлена. Был учеником краснодеревщика и затем подмастерьем в мебельной лавке; интересовался протестантским богословием, был одним проповедников Стоктонской баптистской церкви, а также проповедовал в других местах во время своих путешествий (в 1800 году был рукоположен в баптистские священники). Опубликовал в родном городе несколько богословских работ, в том числе «Библейская иллюстрация учения о возрождении» (A Scriptural Illustration of the Doctrine of Regeneration", 1782), к которой было добавлено «Письмо на тему Крещения» (Letter on the Subject of Baptism), на титульном листе он обозначил себя как «механика, не имеющего преимущества университетского или академического образования».
В 1790 году в возрасте тридцати девяти лет переехал в Лондон. Там он стал зарабатывать консультациями и уроками рисования орнаментов, перспективы и проектирования для мастеров-ремесленников. Единственное более-менее достоверное описание внешности и быта Шератона содержится в мемуарах Адама Блэка, посещавшего жилище Шератона в Лондоне в 1803 году. Из этого же источника известно, что он проживал на верхнем этаже магазина и что у него были жена и дочь.
Он умер 22 октября 1806 года в доме № 8 по Брод-стрит, Голден-сквер, в возрасте около пятидесяти пяти лет, как говорят, от переутомления. Некролог появился в журнале «The Gentleman’s Magazine» в следующем месяце, в нём говорилось, что Томас Шератон много лет был «подмастерьем-краснодеревщиком, но с 1793 года содержал жену и двоих детей». Его описывали как «доброжелательного человека, острого и предприимчивого нрава». Писатель добавил, что он «оставил свою семью, как опасаются, в бедственном положении» и что он поехал в Ирландию, чтобы найти подписчиков для своей «Энциклопедии», из которой на момент его смерти было продано около 1000 экземпляров.
Вместе с тем, как отмечается в статье энциклопедии «Британника», нет никаких доказательств, что он владел собственной мастерской и изготовил самостоятельно хотя бы один предмет мебели по опубликованным в его трактатах эскизам, и более того — как минимум некоторые модели, по его же собственному признанию, были заимствованы им у других мастеров; там же и в других источниках сообщается, что, несмотря на популярность его главной работы, Шератон не добился финансового успеха и всю жизнь прожил в нищете.

## Профессиональная деятельность и «стиль шератон»
В 1791 году Томас Шератон начал выпуск «Рисовальной книги для краснодеревщика и обойщика» (The Cabinet Maker’s and Upholsterer’s Drawing Book), в итоге составившей четыре тома. В 1793 году последовало второе издание, а в 1802 году — третье; каждое содержало большое количество исправлений и дополнений. Были также «Сопровождение» (Accompaniment) и «Приложение» (Appendix), содержащее 111 иллюстраций в гравюрах на меди. В этом издании Шератон продемонстрировал высокомерие и тщеславие, которые омрачали все его публикации. Он снисходительно отвергает достижения выдающегося мастера Томаса Чиппендейла как «теперь полностью устаревшие и отложенные, хотя и обладающие большими достоинствами для того времени, когда они были реализованы». Об отсутствии у него практического здравого смысла свидетельствует тот факт, что более половины книги занимает трактат о перспективе, ненужный тогда и нечитаемый сейчас. Он ругает каждый том о мебели, изданный до него, и полностью удовлетворён достоинствами собственной работы.
На новые части этого издания были подписаны сотни мастеров-мебельщиков, вследствие чего труд Шератона приобрёл широкую известность.
В 1803 году Шератон, опубликовал «Словарь краснодеревщика» (The Cabinet Dictionary) и первый том неоконченного труда «Энциклопедия краснодеревщика, обойщика и главного художника» (The Cabinet Maker, Upholsterer and General Artist’s Encyclopaedia). Энциклопедия по замыслу автора должна была включать 125 выпусков, но к моменту смерти Шератона в 1806 году вышел только один том, включающий статьи от «A» до «C». В «Словаре» даны многие термины, в основном объясняющие свойства применяемых в мебели материалов, способов и приёмов их обработки. Шератон также сделал попытку связать процесс проектирования мебели с «геометрией, перспективой и ордерной системой» наподобие архитектурного проектирования, поскольку без этих знаний и навыков «не может быть настоящего мастера». Стиль в мебели, по определению Шератона, «создаётся использованием деталей античной архитектуры». Не все рисунки издания были выполнены им самим — автор признал, что некоторые из них были «получены в результате незавершённых работ в мастерских практикующих краснодеревщиков».
В 1812 году появился фолиант «Проекты домашней мебели» (Designs for Household Furniture), в котором представлены разнообразные орнаменты для шкафов, кресел и тканых обивок на восьмидесяти четырёх гравированных листах. В тот период у него не было собственной мастерской, и считается, что сам Шератон не сделал ни одного из произведений, представленных в его книгах. Опубликованные Шератоном проекты несут на себе влияние творчества выдающегося художника Роберта Адама и его мастерской «Адельфи», а также произведений Томаса Чиппендейла. Историки мебели вообще оценивают творчество Шератона достаточно жёстко и критично. Например, существует мнение, что «изделия Томаса Шератона только копируют созданное Адамом». Предполагается также непосредственное сотрудничество двух мастеров.
Тем не менее, образцы, представленные в изданиях Шератона, представляют собой важный этап в развитии английской и все западноевропейской мебели эпохи неоклассицизма (в Англии: классицизма, или георгианского стиля). Проекты Шератона развивают многие находки Роберта Адама, Томаса Чиппендейла, Уильяма Чеймберса и Джорджа Хэпплуайта. Но они демонстрируют и новые черты: более строгие формы, жёсткие линии, хотя в отдельных образцах отмечаются влияния французского стиля Людовика XV (рококо) и восточного, в частности, китайского искусства. Шератон использовал маркетри (наборное дерево), лаковые панно и фаянсовые вставки мастерской Джозайи Веджвуда. Так появилось выражение «стиль Шератон».
Наиболее характерные образцы этого стиля, если судить по гравюрам изданий Шератона, следуют французскому стилю Людовика XVI (неоклассицизму), но отличаются почти полным отсутствием изогнутых линий и предельно лаконичным декором. Так Н. Н. Соболев в книге «Стили в мебели» отметил: «стиль Шератона характеризуется полным изгнанием изогнутых линий и ясно выраженной структурой форм. Все части его мебели отличаются необыкновенно изысканными деталями, которые подчёркнуты умело подобранными тонами разных пород дерева: так, например плоскости красного дерева чередуются с плоскостями инкрустации из более светлых пород — розового, атласного, палисандрового дерева…».
В этом историки мебели видят также влияния французского стиля Консульства (1799—1804) и ранней Империи (ампира).

## Галерея: «стиль Шератон»

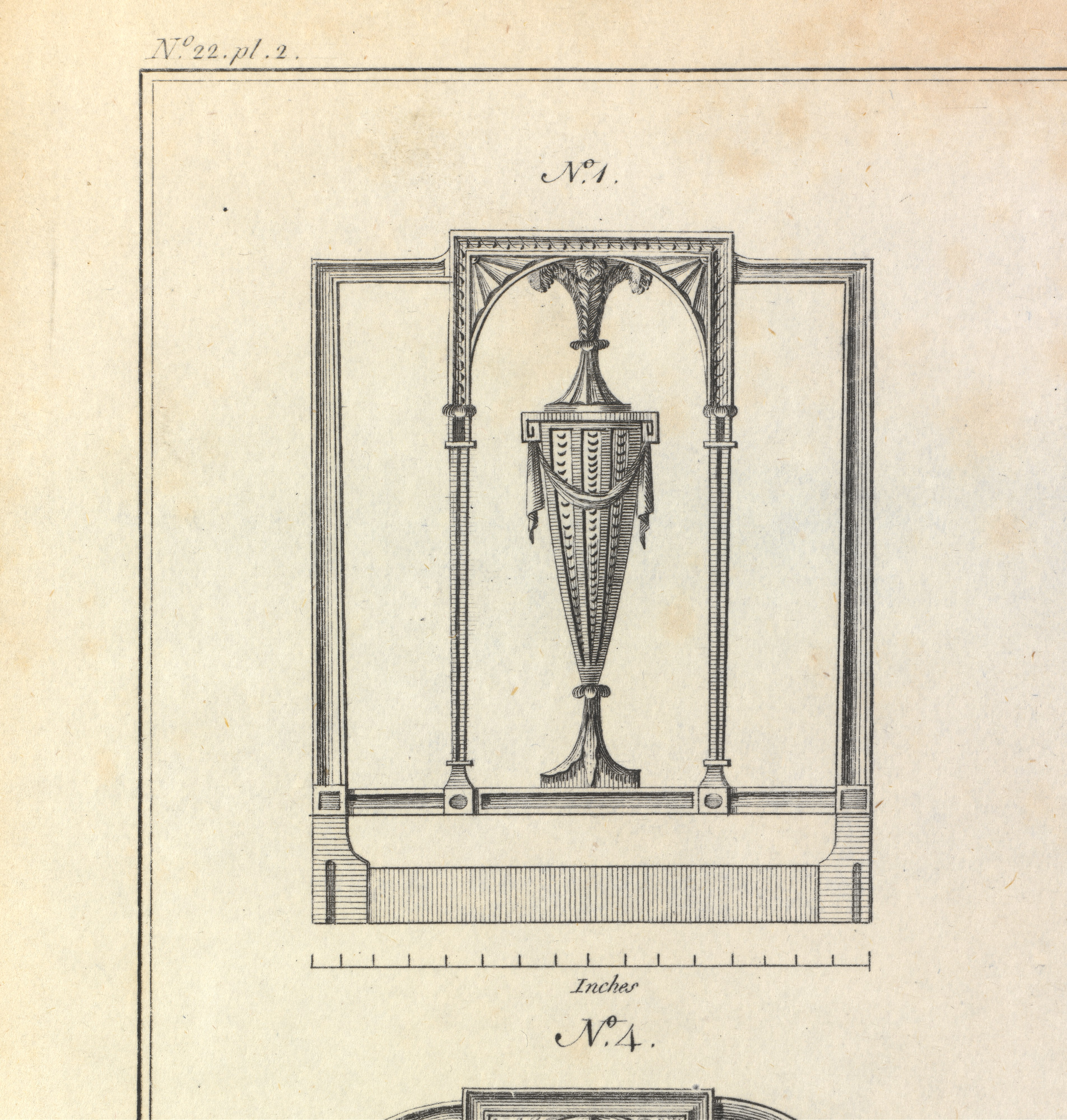
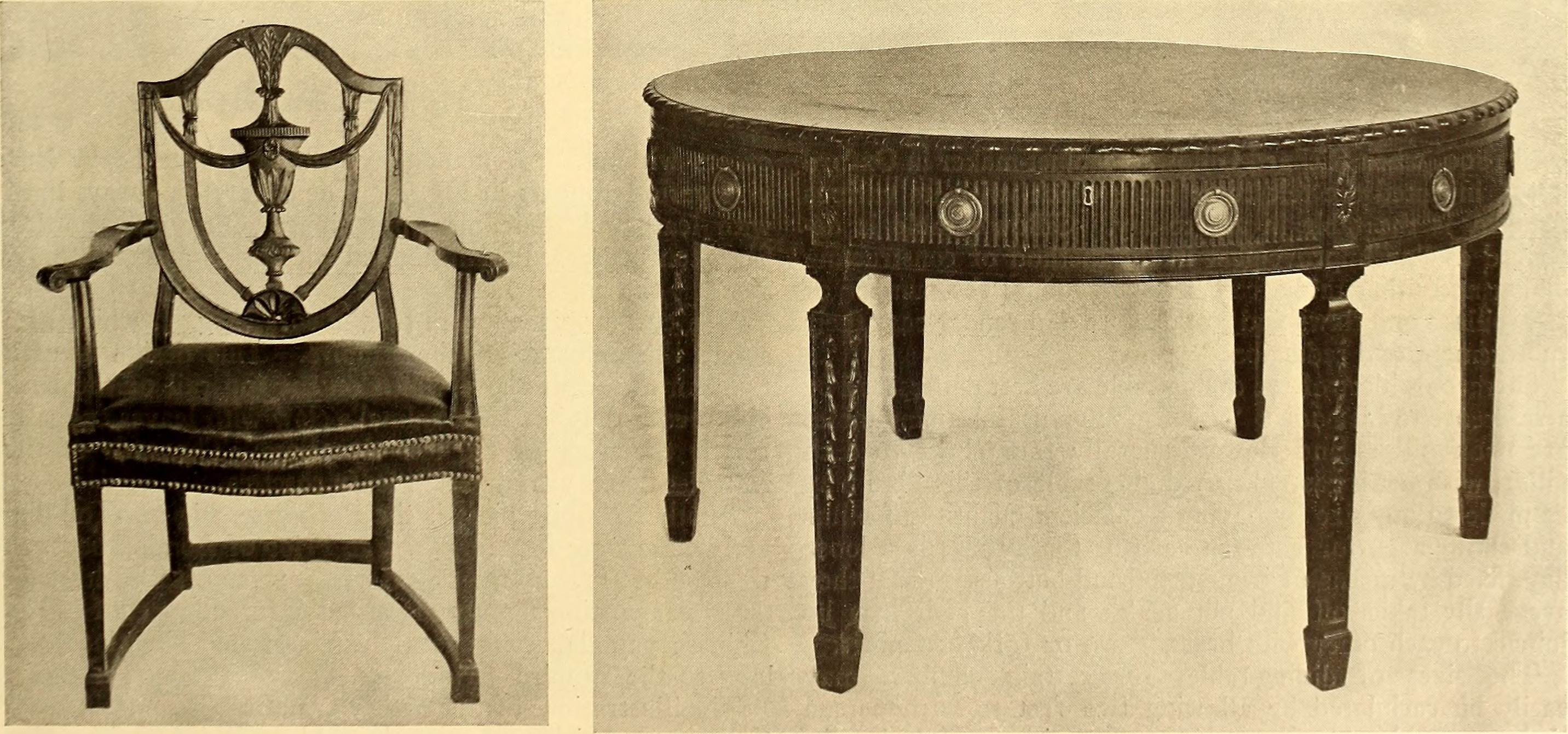
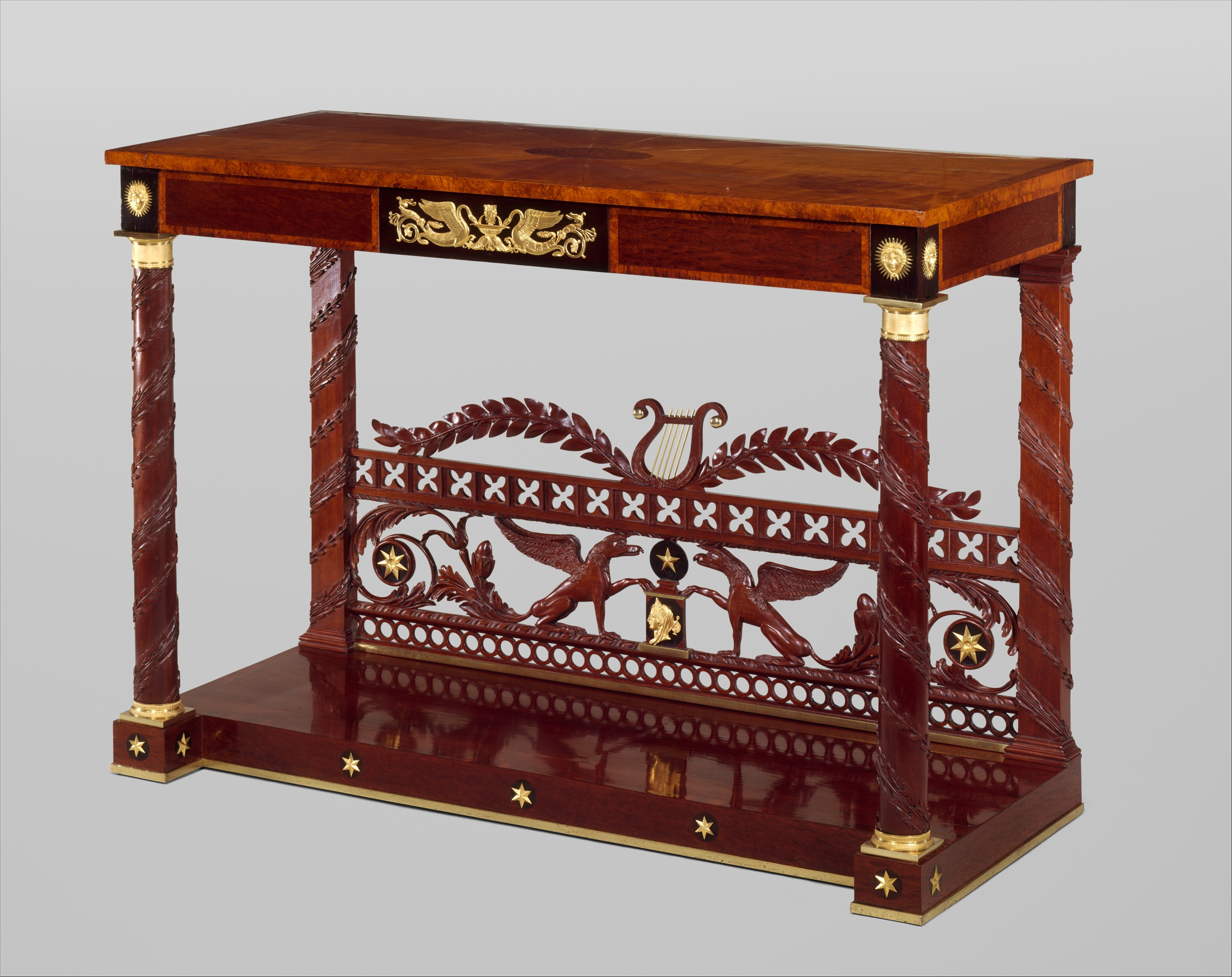
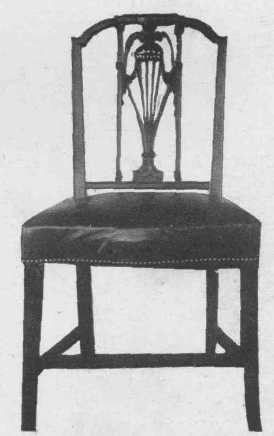
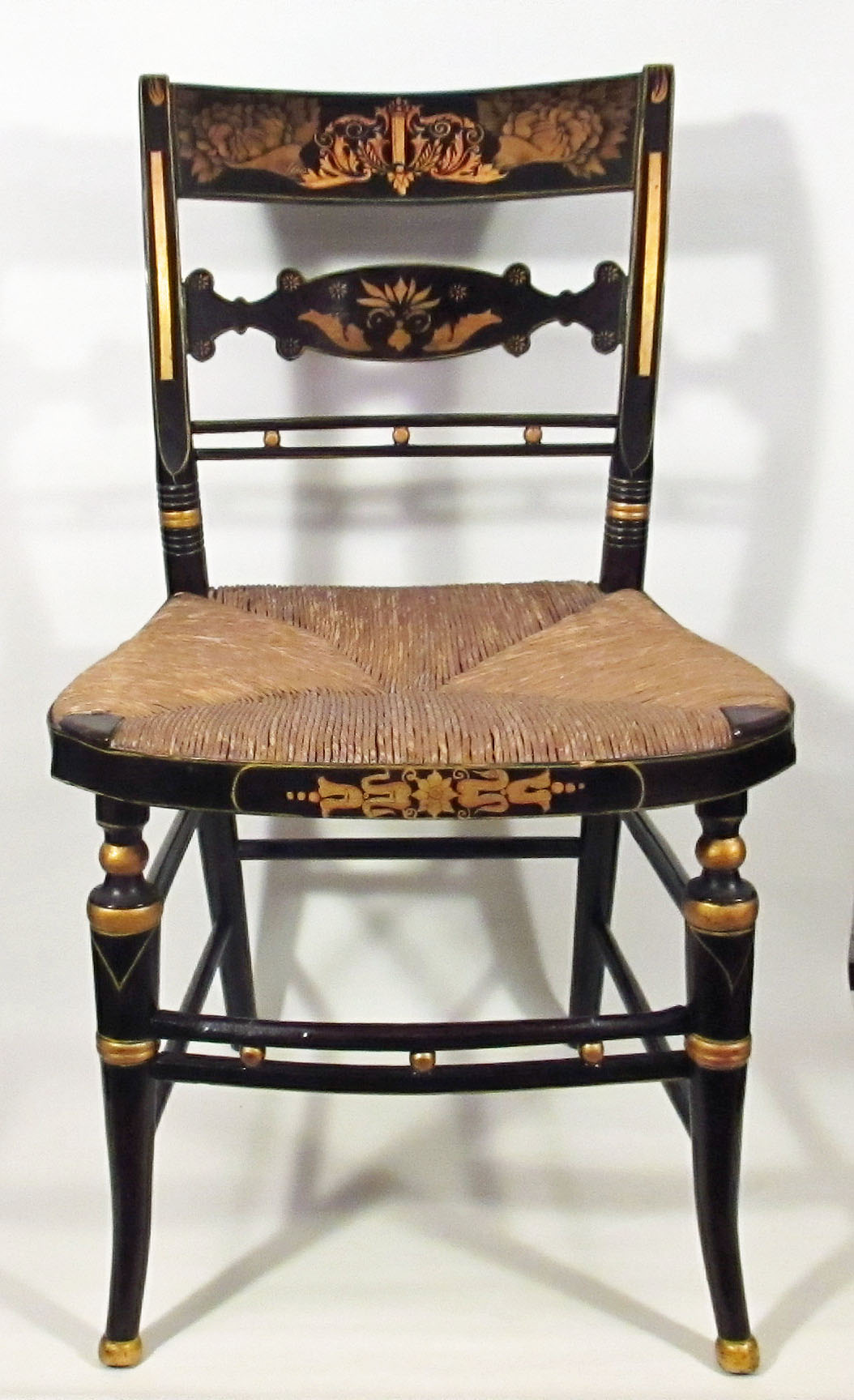
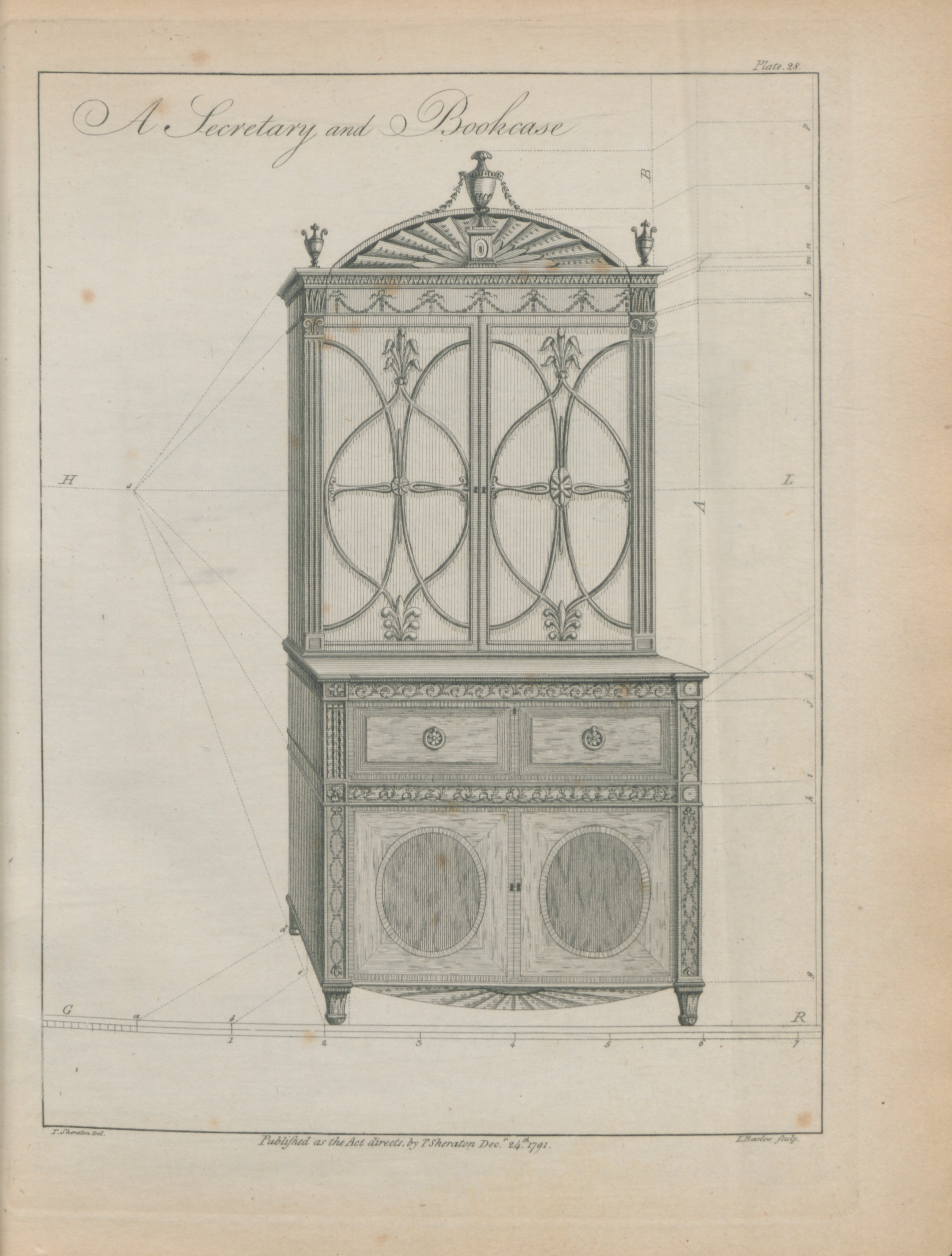
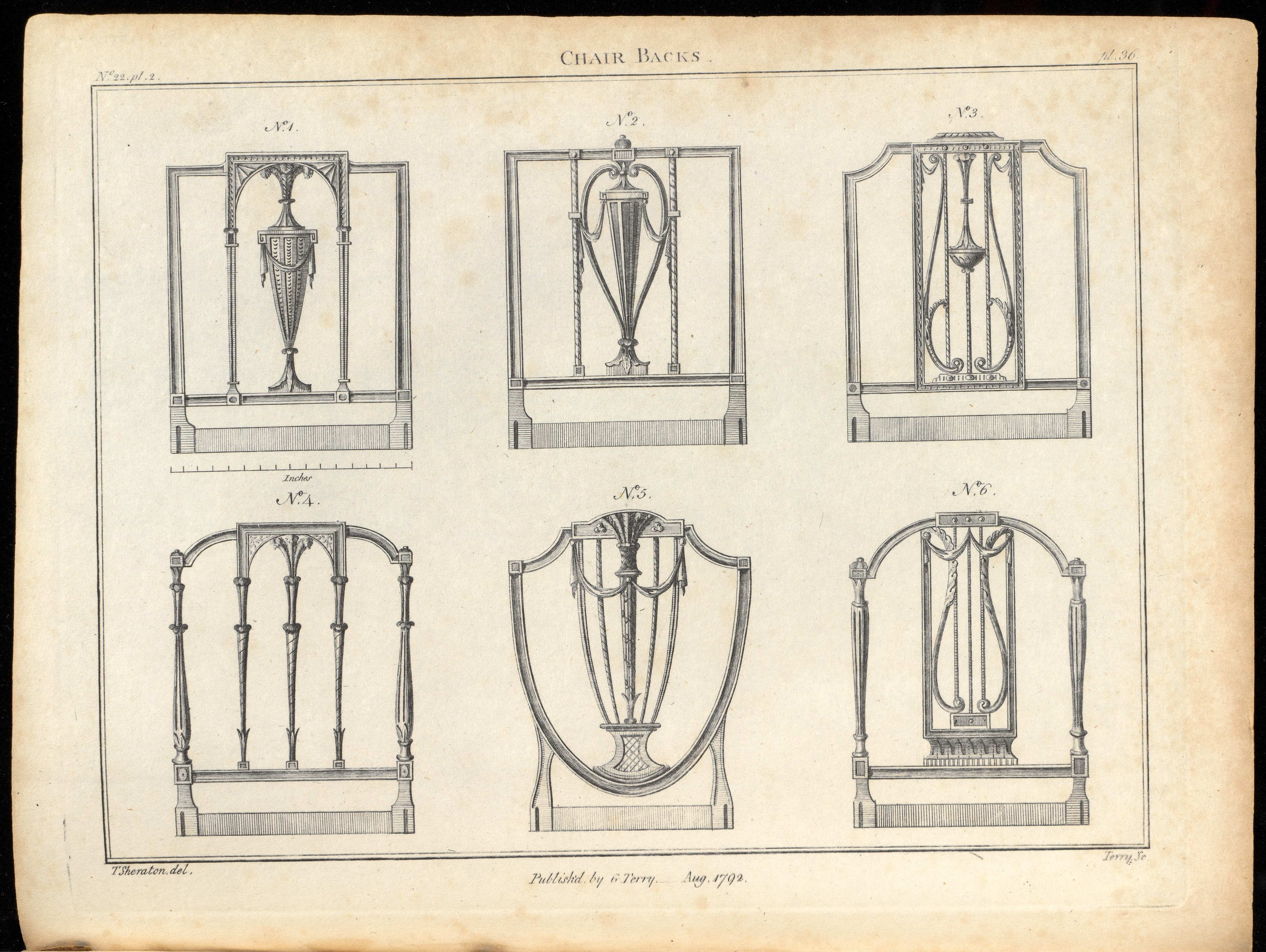